# Тетраплатинапентагольмий
Тетраплатинапентагольмий — бинарное неорганическое соединение
платины и гольмия
с формулой Ho5Pt4,
кристаллы.

## Получение
- Сплавление стехиометрических количеств чистых веществ:

{\displaystyle {\mathsf {4Pt+5Ho\ {\xrightarrow {1570^{o}C}}\ Ho_{5}Pt_{4}}}}

## Физические свойства
Тетраплатинапентагольмий образует кристаллы
ромбической сингонии,
пространственная группа P nma,
параметры ячейки a = 0,74356 нм, b = 1,44909 нм, c = 0,75127 нм, Z = 4,
структура типа пентасамарийтетрагермания Ge4Sm5
.
Соединение образуется по перитектической реакции при температуре ≈1570°C (1420°C ).